# Castillonroy (kommun i Spanien)
Castillonroy är en kommun i Spanien.   Den ligger i provinsen Provincia de Huesca och regionen Aragonien, i den nordöstra delen av landet, 400 km öster om huvudstaden Madrid. Antalet invånare är 360. Arean är 37 kvadratkilometer. Castillonroy gränsar till Valldellou / Baldellou, Baélls, Albelda, Alfarràs, Ivars de Noguera och Camporrélls. 
Terrängen i Castillonroy är kuperad åt nordost, men åt sydväst är den platt.